# Yun Mi-kyung
Yun Mi-kyung (윤미경?, Yun MigyeongLR, Yun MigyǒngMR; Corea del Sud, 14 ottobre 1980) è una fumettista sudcoreana.
La sua opera più famosa, tradotta a livello internazionale, è il manhwa La sposa di Habaek, ispirato ad un'antica leggenda coreana con protagonista il Dio delle Acque, Habaek appunto. Quest'opera è stata pubblicata anche in Italia da Flashbook.

Cover dell'edizione italiana della "Sposa di Habaek"

## Carriera
L'artista è laureata presso l'Università Mokwon.
Nel 2003 ha vinto la medaglia d'argento con la storia Na-eu Ji-gu Bang-moon-gi nella competizione del Seoul Media Group per artisti emergenti (premio Shin-in-gong-mo-jeon).
La sua storia Railroad ha inoltre conquistato il primo premio come nuovo artista (Shin-in-sang) da parte del Dokja-Manwha-daesang Organization.
Attualmente sta serializzando La sposa di Habaek sulla rivista Wink edita da Seoul Cultural Publishers.

## Opere
- Na-eu Ji-gu Bang-moon-gi
- A Cat that Loved a Fish
- Railroad
- La sposa di Habaek